# متیل‌فنیدات
متیل‌فنیدات (به انگلیسی: Methylphenidate) که بیشتر به نام تجاری آن، ریتالین (به انگلیسی: Ritalin) شناخته می‌شود دارویی از خانواده آمفتامینها است که بسته به دوز می تواند عوارض یا فوایدی داشته باشد. این دارو مهارکننده بسیار قوی باز جذب دوپامین است اما مخدر نیست. یک داروی محرک قوی است؛ که برای درمان نشانه‌های حمله خواب (نارکولپسی)، کمبود حواس و هوشیاری (رفع عدم تمایل به درس خواندن و تقویت ذهن) و برخی از مبتلایان اختلال کم‌توجهی - بیش‌فعالی(واکنش‌های شدید عاطفی به کنش‌های اطراف و بی‌توجهی به مسائل مهم زندگی، این ماده ممکن است از طریق خوراکی جذب شده یا از طریق پوست جذب شود)این دارو به این دلیل که از مشتقات آمفتامین‌ها می‌باشد(۴۸٪ از بوپروپیون بیشتر-۳۵٪ از اتوموکستین بیشتر و تقریباً به اندازه آدرال؛ در درمان اختلال افسردگی اساسی نیز تجویز می‌شود) در نهایت بعنوان یک ماده مخدر شناخته نمی‌شود. (ماده مخدر آمفتامین-محور مانند خود ریتالین به هیچ وجه حتی در کمترین دوزهای ممکن نباید خودسرانه مصرف شود) با وجود اینکه سازمان غذا و دارو (آمریکا) «FDA» مصرف ریتالین را با سختی‌ها و برچسب‌های هشدار زیادی همراه کرده است، اما هنوز هم ریتالین اغلب توسط دانش آموزان و دانشجویان در چندین نوع مصرف بدون برچسب (برای افزایش قوای یادگیری، تمرکز، احساس سرخوشی یا نشئگی)، جهت افزایش هوش و حافظه، بیدارماندن و رفع خستگی، افزایش هوشیاری و توانایی‌های مغز مورد استفاده قرار می‌گیرد.

## مکانیسم اثر و فارماکولوژی
متیل‌فنیدات مهارگر قوی بازجذب دوپامین و به میزان کم‌تری نوراپی‌نفرین در دستگاه عصبی مرکزی است، گمان می‌رود نقص فعالیت این دو آمین پیام‌رسان (دوپامین و اپی‌نفرین) از علل بروز سندرم اختلال کم‌توجهی - بیش‌فعالی در کودکان و بزرگ‌سالان باشد، متیل‌فنیدات با افزایش فعالیت این دو آمین عصبی در بهبود نشانگان این بیماری مؤثر است. در بیماری مبتلا به حملهٔ خواب نیز نقص در فعالیت نورون‌های دوپامینرژیک و ارکسین از علل بیماری هستند که این دارو با همان مکانیسم بیماری را کنترل می‌کند.
هرچند متیل‌فنیدات دارای اسکلت و ساختار آمفتامینی است ولی برخلاف آن توانایی آزادسازی کاتکول‌آمینها را ندارد و بازجذب سروتونین را نیز مهار نمی‌کند و از این جهت به آمفتامین برتری دارویی دارد.

## عوارض جانبی
عوارض جانبی رایج متیل‌فنیدات شامل اختلال خواب، کاهش اشتها، خشکی دهان، اضطراب و کاهش وزن است. عوارض جانبی جدی‌تر ممکن است شامل روان‌پریشی، واکنش‌های آلرژیک، نعوظ طولانی مدت، سوء مصرف مواد و مشکلات قلبی باشد. اعتقاد بر این است که متیل فنیدات با مهار بازجذب نوراپی‌نفرین و دوپامین توسط یاخته‌های عصبی (نورون‌ها) عمل می‌کند. متیل‌فنیدات یک محرک سیستم عصبی مرکزی (CNS) از گروه فنتیل‌آمین و پیپریدین است.

## موارد مصرف

### اختلال کمبود توجه بیش فعالی
از متیل فنیدات برای درمان اختلال کم‌توجهی - بیش‌فعالی (ADHD) استفاده می‌شود.
مزایای کوتاه مدت و مقرون به صرفه بودن متیل‌فنیدات ثابت شده است.بر اساس بررسی سال ۲۰۱۸ شواهدی آزمایشی وجود دارد که این دارو می‌تواند باعث عوارض جانبی جدی و غیر جدی در کودکان شود.در حدود ۷۰٪ از بیماران مصرف‌کنندهٔ متیل‌فنیدات، بهبودی علائم ADHD مشاهده شده است. کودکان مبتلا به ADHD که از داروهای محرک استفاده می‌کنند، با همسالان و اعضای خانواده روابط بهتری دارند. این کودکان همچنین در مدرسه عملکرد بهتری دارند، کمتر تکانشی رفتار می‌کنند، و بازه زمانی توجه بیشتری دارند.
افراد مبتلا به ADHD در معرض خطر بیشتری از نظر ابتلا به اختلالات مصرف مواد بدون درمان دارند و داروهای محرک، کاهنده این خطر هستند.متیل‌فنیدات برای مصرف کودکان زیر شش سال مورد تأیید نمی‌باشد

#### حمله خواب (نارکولپسی)
حمله خواب، نوعی اختلال خواب مزمن است که علائم آن خواب‌آلودگی روزانه و حملات خواب غیرقابل کنترل است که در درجه اول با محرک‌ها درمان می‌شود. متیل‌فنیدات در افزایش بیداری، هوشیاری و بهبود عملکرد مؤثر است.

##### سایر کاربردهای پزشکی
متیل‌فنیدات برای موارد مقاوم به درمان اختلال دوقطبی و اختلال افسردگی عمده قابل تجویز است. همچنین برای درمان افسردگی در بیماران پس از سکته مغزی و سرطان و بیماران مبتلا به ایدز، مؤثر بوده است. این داروها عوارض جانبی کمتری نسبت به ضدافسردگی‌های سه‌حلقه‌ای در افراد مسن و بیمار دارند.

###### بهبود عملکرد
سایکو اکتیوهایی مانند آمفتامین و متیل‌فنیدات باعث بهبود عملکرد در کارهای سخت و کسل‌کننده می‌شوند. این دارو توسط بعضی از دانشجویان جهت افزایش عملکرد در مطالعه و آزمایش استفاده می‌شود. همچنین از این دارو برای آپاتی، افسردگی ناشی از ضربه به سر و برطرف کردن آثار خواب‌آور شبه‌افیون‌ها استفاده می‌شود.

###### ریتالین و تأثیر آن بر تقویت تمرکز و حافظه در افراد سالم
نشان داده شده که یک بار استفاده از ریتالین با دوزهای مختلف، اثرات مثبتی بر ارتقا عملکردهای شناختی افراد سالم می‌تواند بگذارد. مطالعات نشان داده‌اند که استفاده تک دوز از این دارو، در دوزهایی بین ۱۰ تا ۲۰ میلیگرم باعث ارتقا عملکرد حافظه کاری (Working memory) و حافظه کوتاه مدت خواهد شد. در دوزهای زیر ۱۰ میلیگرم باعث افزایش سرعت پردازش (Speed of processing) در افراد سالم خواهد شد. همچنین در دوزهای زیر ۲۰ میلیگرم باعث ارتقا عملکردهای مرتبط با حافظه کلامی (Verbal learning and memory) می‌شود.

## منع مصرف
برای افراد دارای اضطراب زیاد، فشار روانی، عصبانیت همراه با بی‌قراری، حساسیت مفرط نسبت به دارو، فشار خون بالا، گلوکوم، افسردگی‌های قابل درمان با داروهای ضدافسردگی رایج، تیک‌های حرکتی (به‌جز نشانگان توره)، و کودکان زیر ۶ سال مصرف این دارو منع می‌شود. متیل‌فنیدات برای افرادی که از داروهای بازدارنده مونوآمین اکسیداز استفاده می‌کنند (مثلاً فنلزین یا ترانیل سیپرومین) یا افرادی که دارای حساسیت به هر نوع مواد موجود در متیل‌فنیدات هستند، منع مصرف دارد. سازمان غذا و داروی آمریکا، متیل‌فنیدات را در دسته C قرار داده و به زن‌ها توصیه می‌شود تنها در صورت فواید بیشتر از خطرات احتمالی، از این دارو استفاده کنند.
در سال ۲۰۱۸، در یک بررسی مشخص شد که این دارو در موش و خرگوش، تراتوژن نیست و در انسان نیز «یک تراتوژن عمده نمی‌باشد».

## هشدارها
- احتمال اعتیاد و وابستگی به دارو و سوءمصرف از دارو وجود دارد (بسته به میزان، نحوه مصرف و فرد استفاده‌کننده). اگر چه وابستگی جسمانی به ریتالین همانند مواد مخدری نظیر تریاک و شبه مرفین‌ها گزارش نشده است؛ اما پزشکان بر وابستگی روانی و نیاز به افزایش میزان مصرف آن که مقاومت دارویی نیز نامیده می‌شود، اتفاق‌نظر دارند. از علائم ترک جسمانی و روانی این قرص می‌توان دردهای عضلانی، خواب‌آلودگی و افسردگی را نام برد.
- این دارو فقط برای افرادی تجویز می‌شود که سابقه کامل آن‌ها به‌طور دقیق ارزیابی شود.
- برای بیمارانی با واکنش حاد استرس نباید تجویز شود.
- در مصرف طولانی‌مدت دارو، بهتر است آزمایش‌های منظم شمارش سلول‌های خونی، شمارش افتراقی و شمارش پلاکتها نیز انجام شود.
- در صورت عدم بهبودی پس از یک ماه مصرف، باید دارو را قطع کرد.
- این دارو نباید برای درمان حالت‌های خستگی مفرط طبیعی، افسردگی و روان‌پریشی استفاده شود.
- نیاز به ادامه مصرف دارو باید مرتب ارزیابی شود و در زمان تعطیلات و زمان‌هایی که مصرف آن نیاز نیست، مصرف کاهش یافته یا قطع شود.
- افزایش درجه حرارت بدن، بی‌نظمی در تپش قلب، سردرد و تهوع، افزایش فشارخون و تشنج از عوارض مصرف بیش از اندازه ریتالین است.
- استفاده از این ماده طبق قوانین جهانی مبارزه با دوپینگ ممنوع می‌باشد.[۳۱]
- فشارخون، تعداد نبض و بیماری‌های قلبی و عروقی باید به صورت دوره‌ای و در طول مصرف ریتالین پایش شوند. در صورت وجود هرگونه بیماری قلبی و عروقی یا ابتلا به پرفشاری خون تجویز ریتالین باید با احتیاط صورت بگیرد.[۳۲]
- [۲۲]
- دوزهای بالاتر از محدوده درمانی، می‌تواند در حافظه کاری و کارکردهای اجرایی اختلال ایجاد کند.[۲۱][۲۲]

## سنتز شیمیایی

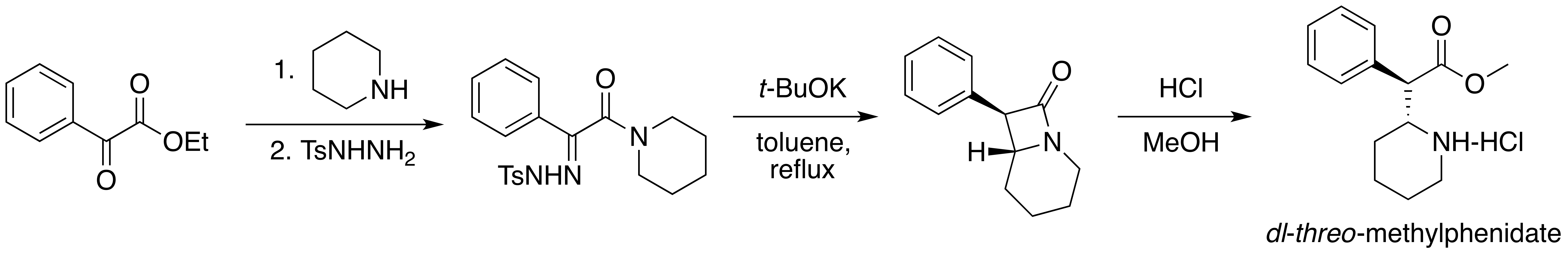
آماده‌سازی متیل‌فنیدات

سنتز و تهیه شیمیایی داروی متیل فنیدات (ریتالین)، برخلاف تصورات و شایعات رایج، از آمفتامین یا کوکائین نیست
.
تولید و تهیه آن توسط شرکتهای دارویی به چند روش انجام می‌شود.
یک روش با انجام واکنش هاش مختلف بر فنیل استونیتریل (phenylacetonitrile) که ماده رایجی در تولید داروها است (از دیفنیل استاتونریل برای تولید داروهایی مانند آمین معده ، فنتیل پیپریدین و مسکن استفاده می‌شود).
روش دیگر، از ماده ای بنام بنزیل‌سیانید (benzylcyanide) است
.
بنزیل سیانید ترکیبی با کاربردهای متنوع، به ویژه در صنایع عطرسازی و داروسازی است.